# Steve Simonsen
Steven "Steve" Preben Arthur Simonsen (South Shields, Inglaterra, 3 de abril de 1979) es un exfutbolista inglés, se desempeñaba como guardameta y actualmente está retirado su último club fue F.C. Pune City.

## Selección nacional
Ha sido internacional con la Selección de fútbol de Inglaterra Sub-21.

## Clubes
| Club                | País       | Año         |
| ------------------- | ---------- | ----------- |
| Tranmere Rovers FC  | Inglaterra | 1996 - 1998 |
| Everton FC          | Inglaterra | 1998 - 2004 |
| Stoke City FC       | Inglaterra | 2004 - 2010 |
| Sheffield United FC | Inglaterra | 2010 - 2012 |
| Preston North End   | Inglaterra | 2012-2013   |
| Dundee FC           | Escocia    | 2013        |
| Rangers FC          | Escocia    | 2013-2015   |
| F.C. Pune City      | India      | 2015-2016   |